# Moteur à hydrogène
Ne doit pas être confondu avec Enrichissement du carburant par hydrogène ou Pile à combustible.
Le moteur à hydrogène est un moteur à explosion à gaz utilisant le dihydrogène comme carburant. Le terme est parfois improprement utilisé pour désigner un ensemble comprenant pile à combustible et moteur électrique.

## Histoire

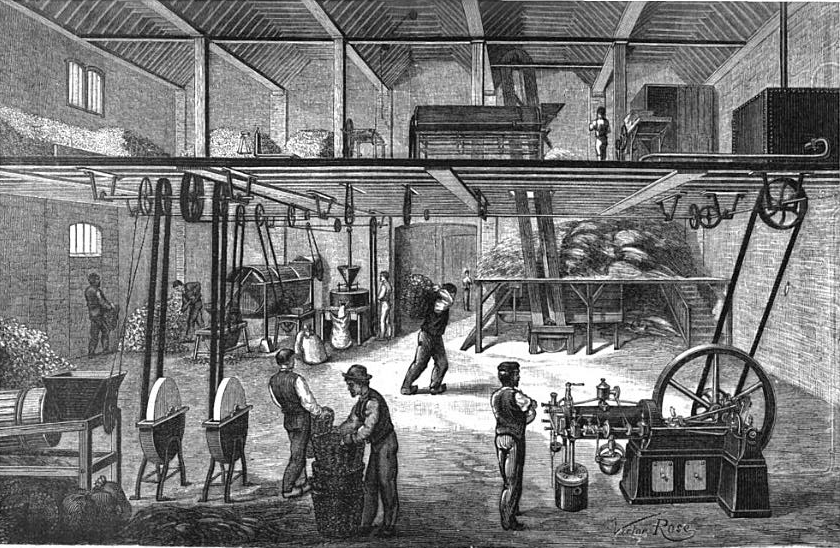
Moteur à gaz horizontal Otto, de quatre chevaux de force, actionnant dans le domaine d'Ambreville (Eure) en 1868 : pompes à eau pour la ferme et le château, pompe à purin, machine à battre avec élévateur de grains, meules à concasser, hache-paille, laveur de racines, coupe-racines, cribleur de menues pailles, deux meules à affûter, tire-sacs, tarare, trieur de grains, pressoir mécanique, pompe à cidre.

Dans son brevet de 1799, Philippe Lebon avait prédit que son « gaz hydrogène » (du gaz de bois, dont on peut supposer qu'il contenait au moins 50 % de dihydrogène) serait « une force applicable à toutes espèces de machine ». Le gaz de houille, inventé par William Murdoch à la même époque, est nommé « gaz hydrogène carboné » puis « gaz d'éclairage » (« gas light », voire gaz de ville et gaz manufacturé) et contient 50 % de dihydrogène, 32 % de méthane, 8 % de monoxyde de carbone. Certains gaz à l'eau, à destination de l'éclairage, contiendront jusqu'à 94 % de dihydrogène (voir Usine à gaz de Narbonne).
À partir de 1804, François Isaac de Rivaz construit les premiers moteurs à gaz utilisant du gaz de houille. Il s'inspire du fonctionnement du Pistolet de Volta pour construire le premier moteur à combustion interne dont il obtient le brevet le 30 janvier 1807.
En 1859, Étienne Lenoir dépose un « brevet d'un moteur à gaz et à air dilaté », un moteur à combustion interne à deux temps qui utilise le gaz de houille.
Le gaz d'éclairage est encore utilisé dans le moteur à gaz par Nikolaus Otto en 1867. Les grands constructeurs automobiles, Deutz AG, Daimler AG, Mercedes-Benz et BMW, sont redevables aux innovations du moteur à gaz apportées par celui-ci et à la création de la Gasmotoren-Fabrik Deutz AG, fondée par Otto en 1872.
En 1970, Paul Dieges brevette une modification des moteurs à combustion interne qui autorise la consommation d'hydrogène. Le brevet indique clairement que le but de l'invention est de fournir un combustible non-polluant à l'inverse des hydrocarbures.
En 1979, un Français, Jean-Luc Perrier, professeur de mécanique à Angers, conçoit et fabrique une voiture à hydrogène, le gaz étant produit par une centrale solaire fabriquée par lui-même.
À partir de 1980, le constructeur automobile japonais Mazda planche sur l'application du dihydrogène aux moteurs rotatifs (Moteur Wankel) et en 1991 présente un concept de moteur rotatif à hydrogène au Salon automobile de Tokyo. En 2006, Mazda loue des véhicules Hydrogen RE aux bureaux du gouvernement nippon.
La BMW Hydrogen 7, présentée pour la première fois au salon de Los Angeles en novembre 2006, serait la première voiture de série fonctionnant à l'hydrogène.
En 2013, une Aston Martin hybride roule sur le circuit du Nürburgring, qui fonctionne à l'hydrogène comprimé, l'essence ou un mélange des deux.
Le 27 mars 2025, un premier vol d'un hélicoptère à hydrogène a lieu depuis l'aéroport Roland-Désourdy à Bromont, au Québec. L’appareil utilisé, un Robinson R44 modifié par Unither Bioelectronics, filiale de United Therapeutics (en), a volé trois minutes et seize secondes.

## Fonctionnement du moteur à hydrogène

### Principe
Le moteur à hydrogène utilise l'oxydation du dihydrogène (H2) par le dioxygène (O2), qui ne produit que de l'eau (H2O) et de l'énergie.

### Moteur à combustion
Les moteurs à hydrogène peuvent être de deux conceptions distinctes : soit ils fonctionnent comme un moteur à combustion interne classique raccordé à un réservoir, soit ils comportent un moteur électrique branché sur une pile à combustible.
Dans tous les cas, la réaction chimique est la suivante :
2 H2 + O2 → 2 H2O
La quantité d'énergie Q est libérée lors de cette réaction.
Les applications peuvent être stationnaires ou embarquées (véhicules). Si le dihydrogène est pur, associé à l'oxygène prélevé dans l'air, sa combustion ne rejette que de l'eau. En théorie, si l'hydrogène est produit, de plus, à partir d'une source d'énergie non polluante, sa filière n'émet pas de polluants.
Le classique moteur à piston est peu adapté à la combustion de l'hydrogène pur. La faible densité du mélange hydrogène-air nécessite des conduits d'admission et des soupapes de grand diamètre et la course sinusoïdale du piston crée un pic de pression trop long au point mort haut pour permettre un fonctionnement en détonation[réf. souhaitée]. Des alternatives, comme la quasiturbine ou le moteur Wankel s'en accommodent mieux (par exemple, pour les automobiles, la Mazda RX-8, à essence, et son double prototype, la Mazda RX-8 Hydrogen RE, à hydrogène). En outre, la composition du carburant peut être adaptée aux moteurs à hydrocarbures, par adjonction d'additifs au dihydrogène (voir section #Moteur mixte).
Dans l'aviation, l'utilisation du dihydrogène comme carburant, éventuellement d'origine renouvelable, est envisagée à long terme par des constructeurs, en remplacement du kérosène.

### Pile à combustible
La pile à combustible produit de l'électricité et non pas un mouvement mécanique, le terme « moteur à hydrogène » est donc usurpé. Ce qui est couramment appelé « moteur à hydrogène » est en fait un ensemble comprenant pile à combustible et moteur électrique. De plus, l'hydrogène n'est pas le seul composé apte à être utilisé dans une pile à combustible, bien qu'on les associe souvent.

### Moteur mixte
L'adjonction de dihydrogène aux hydrocarbures utilisés classiquement comme carburants s'est avérée efficace,,. Cependant, aucun système n'est capable de produire du dihydrogène in situ tout en augmentant le rendement du moteur. Ainsi, ce type de moteur ne résout pas les problèmes que pose le stockage du dihydrogène au sein du véhicule, puisqu'il nécessite aussi un réservoir de dihydrogène.

## Contexte technique
L'utilisation et la production à grande échelle de motorisations à l'hydrogène se confrontent au problème du stockage du combustible et à celui de sa production.

### Production du combustible
La production d'hydrogène est l'isolation du composé chimique, qui s'associe alors en dihydrogène, H2. Elle s'effectue en 2020 à 95 % à partir d'hydrocarbures (par vaporeformage du méthane) et marginalement par électrolyse de l'eau, ce second procédé étant potentiellement plus écologique (selon la provenance de l'électricité consommée), mais plus coûteux car énergivore,.

### Stockage du combustible

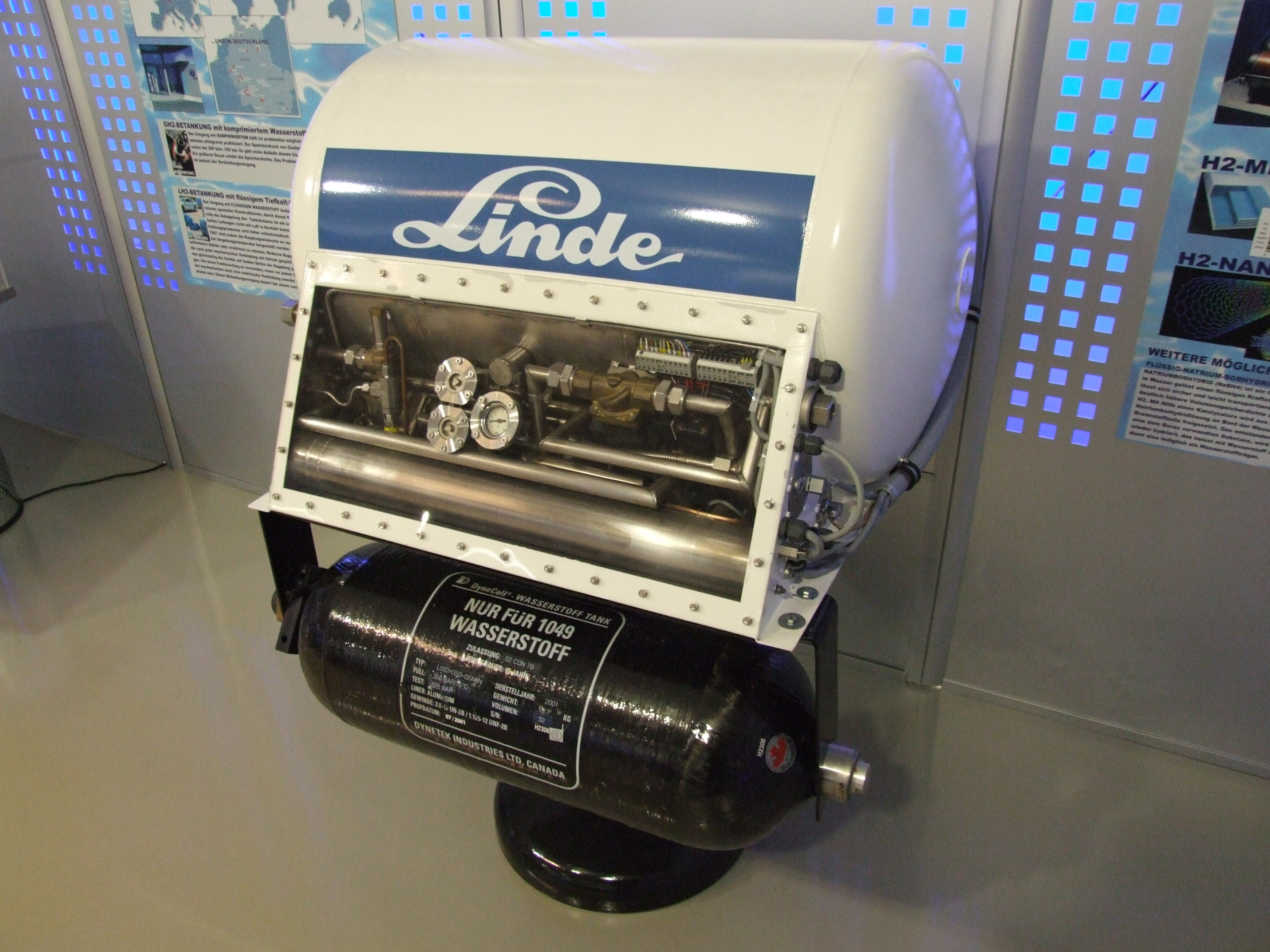
Réservoir d'hydrogène liquide de Linde, Museum Autovision (Altlußheim, Allemagne).

À la fin des années 2010, trois grandes voies de stockage d'hydrogène à bord d'un véhicule sont envisagées :
- le stockage comprimé gazeux (à différents niveaux de pressions) ;
- le stockage liquide (la cryogénie, utilisée dans le domaine spatial) ;
- le stockage moléculaire (« éponges à hydrogène »)[16],[17].

## Avantages et inconvénients du système

### Avantages
Bien que la production d'hydrogène soit ou fortement polluante (vaporeformage du méthane), ou fortement énergivore (si l'électrolyse de l'eau n'est pas accompagnée de récupération de chaleur), les moteurs à hydrogène pur eux-mêmes ne rejettent que de l'eau. Cette pollution finale, localement quasi nulle, pourrait notamment permettre de réduire la pollution de l'air en milieu urbain. En pratique, la pollution afférente est « délocalisée » sur les sites de production de l'hydrogène.

### Inconvénients
Le dihydrogène doit être produit à partir d'une autre source d'énergie. Si l'on recourt au vaporeformage du méthane, procédé largement majoritaire, les moteurs à hydrogène se révèlent moins écologiques que ceux au diesel, le procédé libérant quantité de dioxyde de carbone, un important gaz à effet de serre. Le procédé d'électrolyse de l'eau, en revanche, présente un bilan carbone plus vertueux, mais requiert d'importantes quantités d'électricité, dont la production est elle-même émettrice de gaz à effet de serre, et souffre encore d'un faible rendement (40 %) ; la voiture électrique est ainsi plus rentable que son équivalent à hydrogène.
D'un point de vue sécuritaire, le dihydrogène est inflammable et explosif tout comme l'essence lorsqu'il est au contact d'oxygène. Ce risque est accru par les difficultés de stockage et par le caractère fuyant de la molécule, qui s'échappe à travers les joints et les matériaux.
Le stockage du dihydrogène au sein des véhicules pose également problème. Sous forme de gaz peu comprimé, il prendrait beaucoup trop de place pour être embarqué ; sous forme de gaz très comprimé, le risque d'auto-allumage augmente fortement, ce qui rend la maîtrise de la combustion délicate. Les techniques d'absorption (rétention dans des composés chimiques) ou d'adsorption (fixation sur une molécule support) ne sont pas encore au point, malgré des progrès, et coûtent encore cher.
Le transport du dihydrogène, pour ces mêmes raisons, est deux fois plus coûteux que celui du gaz naturel, si bien que 80 % du prix à la pompe est dû au stockage, au transport et à la distribution. Du fait de ces difficultés et risques, les stations d'avitaillement sont plus onéreuses à construire que leurs équivalents à hydrocarbures ou électriques,.

## Aspect environnemental
Souvent improprement nommé « moteur à eau », le moteur à hydrogène est généralement présenté comme moins émetteur de gaz à effet de serre qu'un moteur à hydrocarbures, puisqu'il ne dégage que de la vapeur d'eau. Pourtant, un moteur à hydrogène n'est moins polluant in fine qu'à la condition que le processus de production d'hydrogène, son acheminement et le fonctionnement du moteur lui-même dégagent moins de CO2 que les filières classiques à essence. Ce n'est généralement pas le cas, la production d'hydrogène étant réalisée à 95 % à partir d'hydrocarbures. La production par électrolyse de l'eau est actuellement très minoritaire, en raison notamment d'un faible rendement (voir supra) et donc de son coût ; si cela venait à évoluer, comme le laissent espérer certaines recherches, elle pourrait être alimentée par de l'électricité décarbonée comme l'hydraulique, le nucléaire, la géothermie, l'éolien ou le solaire, voire compenser l'intermittence des énergies renouvelables en stockant leur production excédentaire.